# يو إف سي ليلة القتال: دوس أنجوس ضد لي
يو إف سي ليلة القتال: دوس أنجوس ضد لي (بالإنجليزية: UFC Fight Night: dos Anjos vs. Lee)‏ هو حدث لفنون القتال المختلطة نظمته يو إف سي، أُقيم في 18 مايو 2019، على بلو كروس أرينا في روتشستر، نيويورك، الولايات المتحدة.